# Надгробен надпис на Пресиян II
Надгробният надпис на Пресиян II е средновековен български епиграфски паметник.

## История
През 1977 година в град Михаловце (днес в Словакия) при археологически разкопки на средновековна ротонда е намерен надгробен надпис, разчетен от неговия откривател Войтех Ткадлчик. Руините на ротондата се намират в двора на Земплинския музей (Zemplínske múzeum), в който има зала с артефакти от разкопките, там е изложен и надгробният каменен блок.